# Fello
Fello (in greco antico: Φέλλος?, Féllos, in latino Phellus, in turco: Phellos) è un'antica città della Licia, le cui rovine sono situate presso il villaggio di Çukurbağ, sito nell'entroterra montuoso della piccola città di Kaş, nel distretto omonimo appartenente alla provincia di Adalia, in Turchia. La città fu menzionata per la prima volta nel 7 a.C. dal geografo e storico greco Strabone nel libro XII della sua opera Gheographikà (dove venivano riportati in dettaglio gli insediamenti nella regione dell'Anatolia), accanto alla città portuale di Antifello. Questa fungeva da principale porto commerciale della colonia.
La sua posizione esatta, in particolare rispetto ad Antifello, è stata erroneamente interpretata per molti anni. Strabone indica erroneamente entrambi gli insediamenti come città dell'entroterra, più vicine tra loro di quanto non sia in realtà oggi evidente. Inoltre, dopo la sua riscoperta nel 1840 da parte di Sir Charles Fellows, l'insediamento si trovava vicino al villaggio di Saaret, a ovest-nord-ovest di Antifello. La verifica della sua posizione nel testo antico si è rivelata difficile per Fellow, in quanto l'unica fonte scritta esistente in situ era costituita da iscrizioni greche illeggibili. Tuttavia, Thomas Abel Brimage Spratt scrive nel suo lavoro del 1847 Travels in Lycia che la conferma riguardo alla posizione della città è fornita dalle parole di Plinio il Vecchio, che colloca Fello a nord di Habessus (il nome preellenico di Antifello).

## Storia
Nel V secolo a.C. Fello era la residenza della dinastia arpagide di Xanthos, e fino al IV secolo a.C. rimase sede di una zecca. In quel momento Antifello era ancora il porto di Fello, ma questa relazione più tardi andò persa. Nel periodo ellenistico e nell'era imperiale, Fello era membro della Lega Licia. Plinio il Vecchio riporta Fello fra le più importanti città della Licia. Tra i più importanti dignitari antichi della città c'era l'Archiphylax L. Cornelius [- - -] Dionisios.
Fello divenne sede di una diocesi cristiana, ed è ora sede titolare della Chiesa cattolica.